# Рождественская открытка
Рожде́ственская откры́тка — поздравительная открытка, посылаемая в рамках традиционного празднования Рождества с целью передачи людьми своих чувств в связи с рождественскими праздниками.
9 декабря отмечается День Рождественской открытки.

## Описание
Рождественскими открытками обычно обмениваются перед Рождеством многие люди (в том числе и не являющиеся христианами) на западе и в Азии.
На открытках помещается традиционный текст поздравления; например, в англоязычных странах он следующего содержания: англ. «Wishing you a Merry Christmas and a Happy New Year» («С пожеланиями весёлого Рождества и счастливого Нового года»). Существует бесчисленное множество вариантов этого поздравления: многие открытки выражают более религиозные чувства или содержат стих, молитву или строки из Библии, тогда как другие не носят религиозного характера и содержат общее поздравление, которое в английском варианте может звучать как «Season’s greetings» («С праздником»).
Рождественские открытки, как правило, изготавливаются промышленным способом и приобретаются по случаю этого праздника. Их дизайн может быть непосредственно связан с рождением Христа и может содержать изображения Рождества Христова или христианскую символику типа Вифлеемской звезды или белой голубки, олицетворяющей как Святой Дух, так и мир.
На многих рождественских открытках светского характера изображены традиционно связанные с рождественским праздником сюжеты: рождественские персонажи (например, Санта-Клаус, снеговики, олени Санта-Клауса), предметы, ассоциируемые с Рождеством (свечи, падуб, ёлочные игрушки, Рождественские ёлки), характерная для рождественского периода деятельность (праздничный шоппинг, колядки, вечеринки или иные стороны этого времени года (снег, флора и фауна северной зимы). На некоторых открытках светского характера изображаются ностальгические сценки прошлого, такие как покупательницы в кринолиновых юбках на улицах XIX века. Другие рождественские открытки носят юмористический характер, особенно изображающие проделки Санта-Клауса и его окружения.

## История

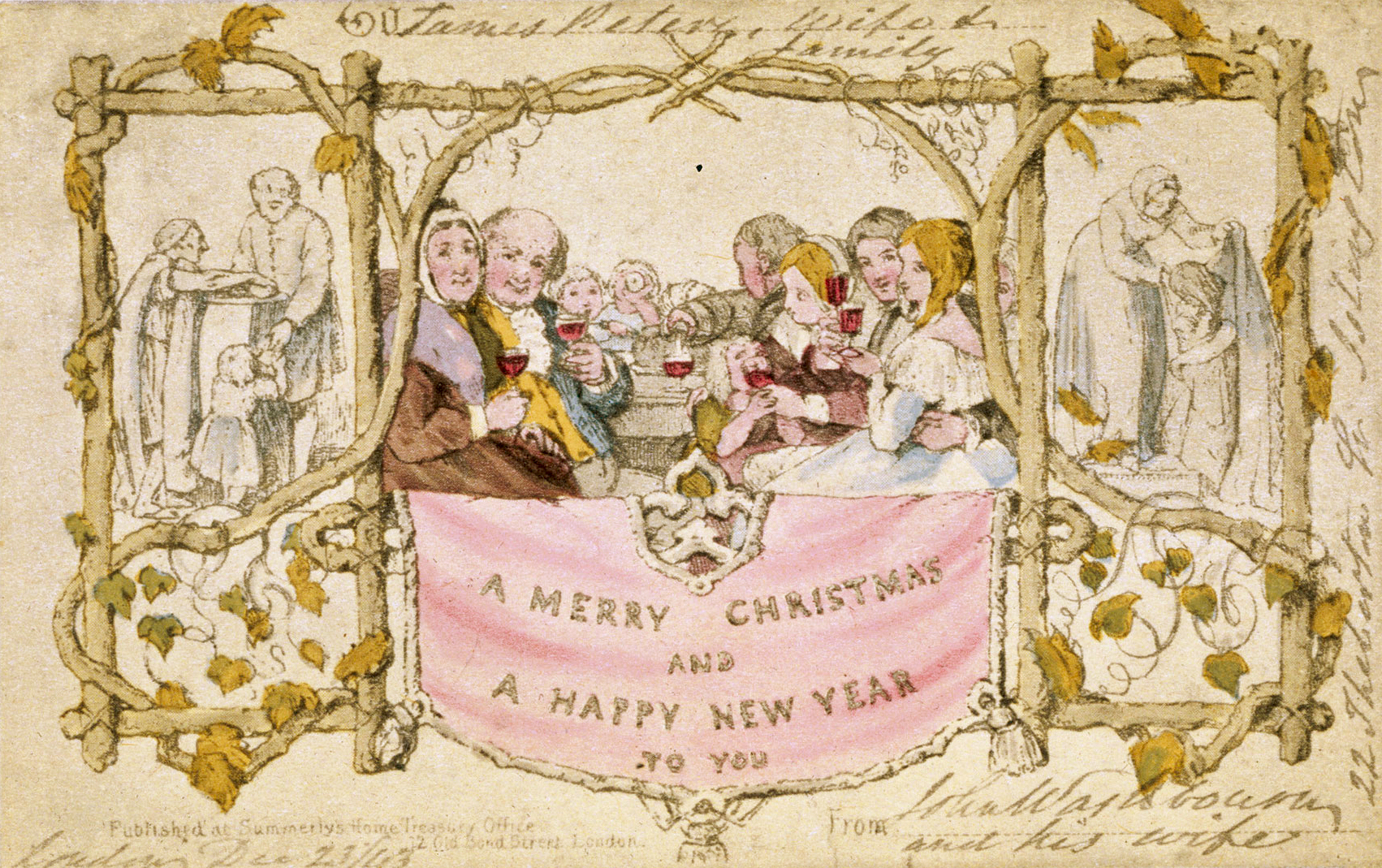
Первая в мире изданная промышленным способом рождественская открытка, рисунок которой был разработан Джоном Хорсли для Генри Коула

Первые коммерческие рождественские открытки были выпущены Генри Коулом в Лондоне 1 мая 1843 года, на них была изображена иллюстрация, выполненная Джоном Хорсли. В центре изображения показаны три поколения семьи, провозглашающие тост за получателя открытки: по обеим сторонам изображены сценки благотворительности с раздачей еды и одежды бедным. Скорее всего, изображение семьи, совместно распивающей вино, оказалось неоднозначным, но идея была практичной: Коул помог появлению «пенни-почты» тремя годами ранее. Были напечатаны две партии открыток общим числом 2050 штук, которые были распроданы в том же году по шиллингу каждая.
На первых английских открытках редко изображались зима или религиозные сюжеты, вместо этого предпочтение отдавалось цветам, феям и иным сказочным рисункам, напоминавшим получателю о приближении весны. Популярны были юмористические и сентиментальные изображения детей и животных, а также всё более усложнявшиеся формы, украшения и материалы. В Рождество 1873 года литографская фирма Prang and Mayer начала изготавливать поздравительные открытки для популярного рынка в Англии. Фирма начала продажу рождественских открыток в Америке в 1874 году, став первой типографией, предложившей открытки в Америке. Её владельца, Луи Пранга, иногда называют «отцом американской рождественской открытки». К 1880-м годам Пранг выпускал более пяти миллионов открыток в год способом хромолитографии. Однако популярность его открыток привела к появлению дешёвых имитаций, которые со временем вытеснили его с рынка. Изобретение почтовой карточки ознаменовало конец затейливых викторианских открыток, но к 1920-м годам открытки с конвертами вернулись. В обширной коллекции поздравительных открыток Лоры Седдон (Laura Seddon Greeting Card Collection) из Городского университета Манчестера представлены 32 тысячи викторианских и эдвардианских поздравительных открыток, напечатанных крупными издателями того времени, включая первую изготовленную промышленным способом рождественскую открытку Великобритании.
Производство рождественских открыток было на протяжении всего XX века выгодным делом для многих производителей канцелярских товаров, при этом дизайн открыток постоянно менялся вместе с меняющимися вкусами и техникой печати. Широко известный ныне бренд Hallmark Cards был основан в 1913 году Джойсом Холлом (Joyce Hall) с помощью брата Ролли Холла (Rollie Hall) для продажи рождественских открыток собственного производства. Братья Холл воспользовались растущим спросом на более персонифицированные поздравительные открытки и добились решающего успеха, когда с началом Первой мировой войны возросла потребность в открытках для отправки солдатам. Мировые войны породили открытки патриотической тематики. В 1950-е годы вошли в моду своеобразные художественные открытки («studio cards») с карикатурными иллюстрациями и порой рискованным юмором. Изображения ностальгического, сентиментального и религиозного характера сохранили свою популярность и в XXI веке легко достать репродукции викторианских и эдвардианских открыток. Современные рождественские открытки можно приобретать по отдельности, а также комплектами одного и того же рисунка или разных рисунков. В последние десятилетия технический прогресс, возможно, отвечает за снижение спроса на рождественские открытки. Оценочное число открыток, получаемых домохозяйствами США, уменьшилось с 29 в 1987 году до 20 в 2004 году. Электронная почта и телефоны способствуют более частым контактам и легче в обращении для поколений, выросших без написанных от руки писем — особенно учитывая наличие веб-сайтов, предлагающих бесплатные электронные рождественские открытки. Несмотря на такое уменьшение, 1,9 млрд открыток были отправлены в США только в 2005 году. Некоторые производители открыток теперь предлагают электронные открытки (E-cards). В Великобритании на рождественские открытки приходится почти половина объёма продаж поздравительных открыток, причём в праздничный сезон 2008 года было продано свыше 668,9 миллионов рождественских открыток.
В преимущественно нерелигиозных странах (например, в Чешской Республике), эти открытки называются новогодними, однако они рассылаются до Рождества, и основной упор (рисунок, тексты) делается на Новый год, без религиозной символики.

## Виды

### Официальные

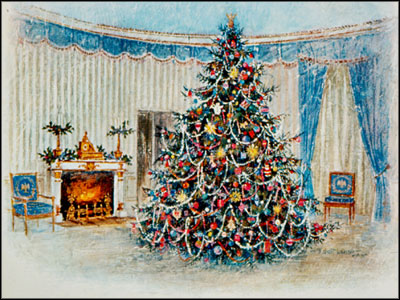
Рождественская открытка из Белого дома от президента США Л. Джонсона (1967)

История «официальных» рождественских открыток началась с королевы Виктории в 1840-е годы. Открытки британской королевской семьи обычно представляют собой портреты, отражающие значительные личные события года.
В американской политической жизни, несмотря на доминирующую практику отделения церкви от государства, сложилась давняя традиция отправки рождественских открыток из Белого дома на каждое Рождество от имени президента и первой леди. Эта традиция восходит к президенту США Калвину Кулиджу, который стал первым президентом, выступившим с письменным умиротворяющим посланием в Рождество 1927 года. Президент США Герберт Гувер первым направил рождественские записки персоналу Белого дома, а Франклин Рузвельт стал первым президентом США, прибегнувшим к именно формату открытки (вместо ранее использовавшихся записок или письменных посланий), который более всего напоминает сегодняшние рождественские открытки. В 1953 году президент США Дуайт Эйзенхауэр разослал первую официальную открытку из Белого дома.
На таких открытках обычно запечатлены виды Белого дома в исполнении известных американских художников. Число адресатов с течением десятилетий многократно возросло — со всего лишь 2 тысяч в 1961 году до 1,4 миллиона в 2005 году.

### Коммерческие
Многие предприятия, от малых местных предприятий до многонациональных компаний, рассылают рождественские открытки лицам из списка своих клиентов, считая это способом налаживания хороших отношений, поддержания осведомленности о бренде и укрепления социальных контактов. Почти всегда рисунки этих открыток носят абстрактный и нерелигиозный характер и не ставят своей целью продажу продукции, ограничиваясь лишь упоминанием названия предприятия. Эта практика восходит к «коммерческим карточкам» XVIII века, предкам современной рождественской открытки.

### Благотворительные
Многие организации издают специальные рождественские открытки с целью сбора средств. Наиболее известной из таких программ, возможно, является программа выпуска рождественских открыток фонда ЮНИСЕФ, начатая в 1949 году, для которой отбираются произведения получивших известность в мире художников. Базирующееся в Великобритании Общество по оказанию консультативной помощи благотворителям ежегодно присуждает «Премию Скруджа» («Scrooge Award») открыткам, которые приносят меньше всех поступлений благотворительным фондам, поддержать которые они призваны.

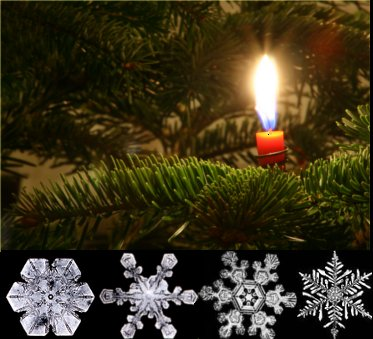
Рождественская открытка, изготовленная на компьютере с использованием цифровой фотографии

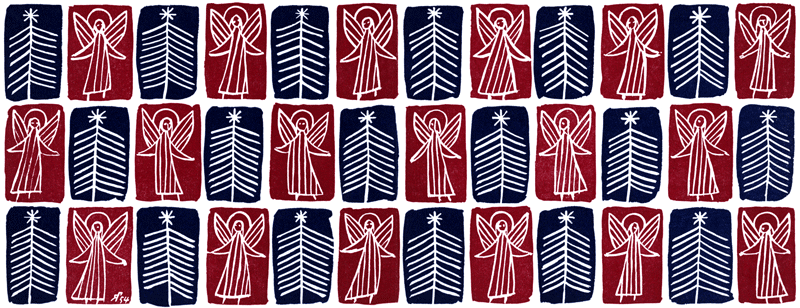
Рождественская открытка художника Я. Я. Гнездовского

### Самодельные
Начиная с XIX века многие семьи и отдельные люди предпочитают изготавливать свои собственные рождественские открытки — либо из-за нехватки денег, либо из художественных побуждений, либо в стремлении избежать коммерциализации, связанной с рождественскими открытками. При более высоком предпочтении, отдаваемом в XIX веке самодельным подаркам по сравнению с купленными или коммерческими подарками, самодельные открытки как подарки ценились выше. Многие семьи превращали подготовку рождественских открыток в семейное мероприятие, делая его частью празднования Рождества, наряду с замешиванием рождественского пирога и украшением рождественской ёлки. С годами такие открытки выполнялись при помощи самых разных красок и карандашей, коллажей и простых методов печати, таких как резаный картофель. Возрождение интереса к бумажному творчеству, особенно к скрапбукингу, подняло статус самодельной открытки и добавило ряд инструментов для тиснения, штамповки и резки.
Достижения в области цифровой фотографии и печати обеспечили многих людей технологией разработки и печати собственных открыток с использованием как собственных оригинальных рисунков или фотографий, так и имеющихся во многих компьютерных программах или в Интернете в виде клип-арта, а также большого выбора шрифтов. Такие самодельные открытки включают личные моменты, такие как семейные фотографии и снимки праздников. Краудсорсинг, ещё одна тенденция, открытая благодаря Интернету, позволила тысячам независимых профессиональных дизайнеров и дизайнеров-любителей выпускать и распространять праздничные открытки по всему миру.

## Особенности рассылки

### Список адресатов
Многие люди посылают открытки как близким друзьям, так и просто знакомым, из-за чего при рассылке открыток написание адресов на десятках или даже сотнях конвертов может занять очень много времени. Текст поздравления на открытке может быль личным, но коротким или может содержать краткое описание случившихся за прошедший год событий. Крайним случаем этого явления служит рождественское письмо. Поскольку обмен рождественскими открытками обычно повторяется из года в год, в английском языке, например, есть фраза «оказаться вычеркнутым из чьего-либо списка адресатов рождественских открыток» («to be off someone’s Christmas card list»), которая используется для того, чтобы указать на размолвку между друзьями или публичными деятелями.

### Рождественские письма
Некоторые люди пользуются ежегодной массовой отправкой поздравительных открыток как возможностью поделиться со всеми произошедшими с ними за год событиями и вкладывают в конверт так называемое «рождественское письмо» («Christmas letter»), в котором сообщаются семейные новости и которое порой занимает несколько печатных страниц текста. Несмотря на практичность этой идеи, отношение к рождественским письмам неоднозначное: одни получатели воспринимают их как скучные незначительные подробности, похвальбу или сочетание и того, и другого, тогда как другие ценят рождественские письма за их более личностный характер по сравнению с массово рассылаемыми содержащими общие слова открытками и за возможность быть в курсе жизни родственников и друзей, с которыми редко видишься или общаешься. Поскольку письмо получат и близкие, и дальние родственники, возможны возражения со стороны родственников в отношении того, как их описывают другим людям: один из эпизодов американского ситкома «Все любят Рэймонда» целиком построен вокруг конфликта, связанного с содержанием именно такого письма.

## Поздравления на разных языках
Ниже приводится традиционное для рождественских открыток на русском языке поздравление «С Новым Годом и Рождеством» в переводе на некоторые другие языки:
- албанский: Gëzuar Krishtlindjet dhe Vitin e Ri
- английский: Merry Christmas and a Happy New Year
- баскский: Gabon Zoriontsuak eta urte berri on
- белорусский: З Новым Годам i Калядамi
- болгарский: Весела Коледа и Честита Нова Година
- венгерский: Kellemes Karácsonyi Ünnepeket és Boldog Új Évet, или просто: BUÉK
- вьетнамский: Chúc mừng Giáng Sinh
- галисийский: Bo Nadal e Feliz Aninovo
- голландский: Prettige kerstdagen en een gelukkig nieuwjaar
- греческий: Καλά Χριστούγεννα και ευτυχισμένος ο Καινούριος Χρόνος
- грузинский: გილოცავთ შობა-ახალ წელს
- датский: Glædelig jul og godt nytår!, или просто:  God jul
- исландский: Gleðileg jól og farsælt nýtt ár
- индонезийский: Selamat Hari Natal dan Tahun Baru
- ирландский: Nollaig Shona Duit
- испанский: Feliz Navidad y próspero Año Nuevo
- итальянский: Buon Natale e Felice Anno Nuovo
- каталанский: Bon Nadal i Feliç Any Nou
- латышский: Priecīgus Ziemassvētkus un laimīgu Jauno gadu
- литовский: Linksmų šventų Kalėdų ir laimingų Naujųjų metų
- македонский: Среќна Нова Година и честит Божиќ
- малайский: Selamat Hari Krismas dan Tahun Baru
- мальтийский: Il-Milied Hieni u s-Sena t-Tajba
- монгольский: Зул сар болон Шинэ жилийн баярын мэнд хүргье
- немецкий: Fröhliche Weihnachten und ein glückliches/gutes Neues Jahr
- норвежский: God jul og godt nyttår
- персидский: کریسمس و سال نو مبارک
- польский: Wesołych Świąt i Szczęśliwego Nowego Roku
- португальский: Feliz Natal e um Feliz Ano Novo
- румынский: Crăciun Fericit și La mulți ani
- словацкий: Veselé Vianoce a Štastný Nový rok
- урду: آپکو بڑا دن اور نیا سال مبارک ہو
- филиппинский: Maligayang Pasko at Manigong Bagong Taon
- финский: Hyvää joulua ja onnellista uutta vuotta
- французский: Joyeux Noël et Bonne Année
- хорватский: Čestit Božić i sretna Nova Godina
- чешский: Veselé vánoce a šťastný nový rok[18]
- шведский: God Jul och Gott Nytt År
- эстонский: Häid jõule ja head uut aastat

## Галерея

Рождественские открытки США разных лет
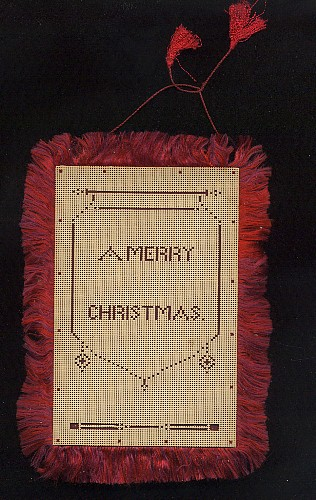
Открытка времён Гражданской войны в США (шёлковая нить и бахрома, около 1860)
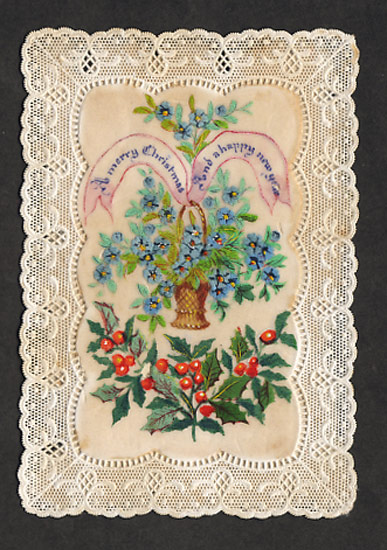
Викторианская открытка (около 1870)
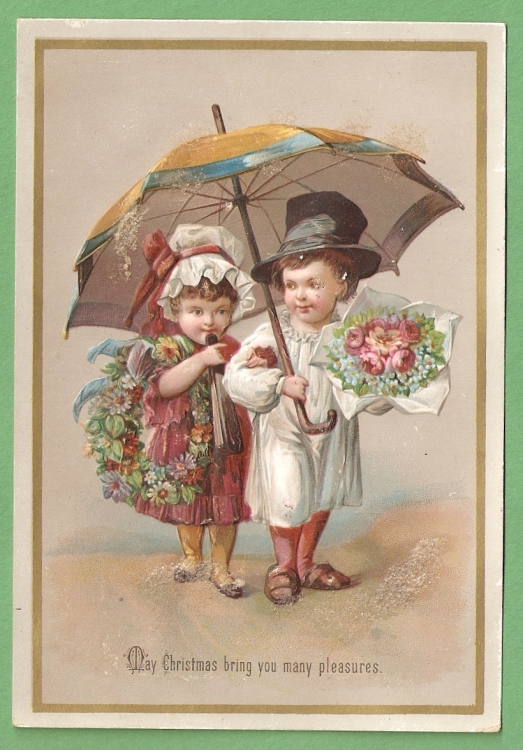
Викторианская открытка (1885)
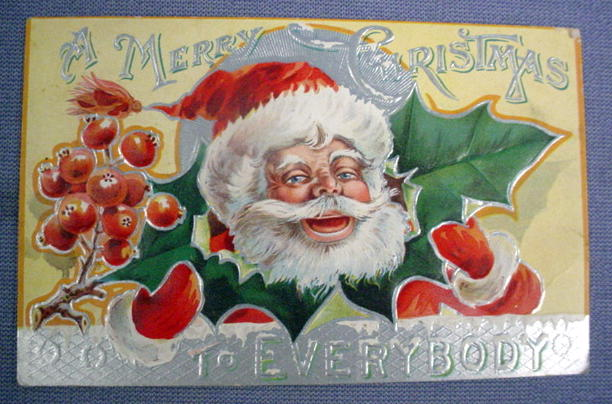
Открытка (около 1900)
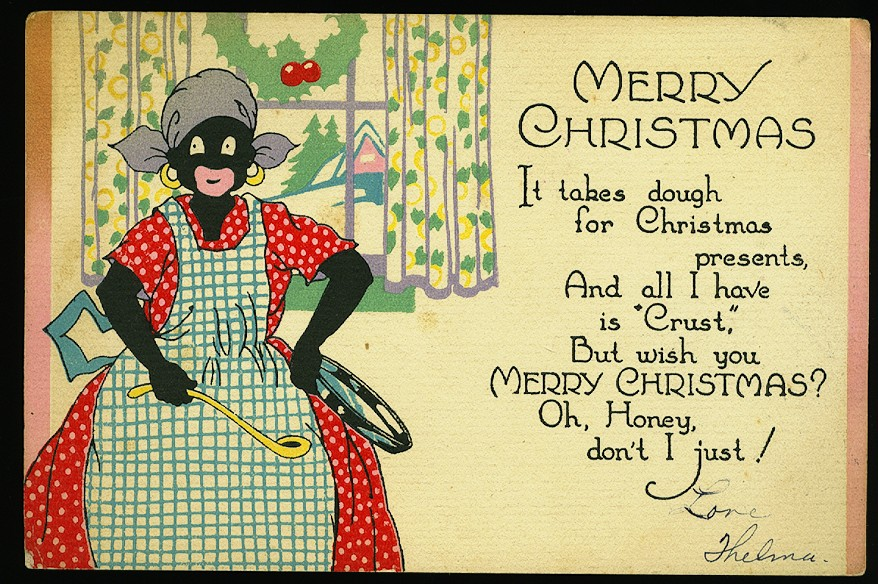
Открытка (около 1920)
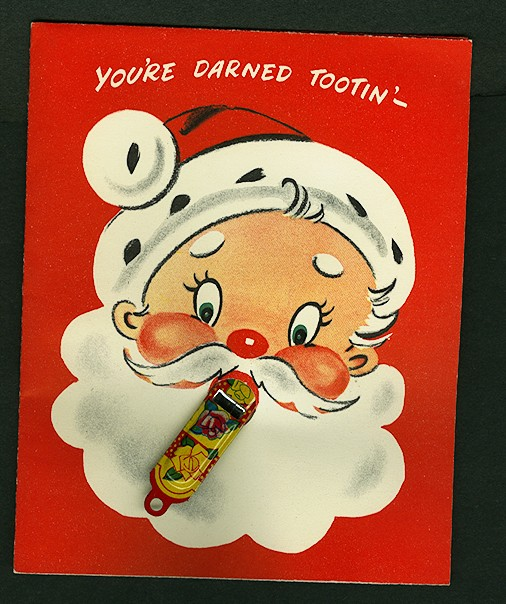
Открытка (около 1940)
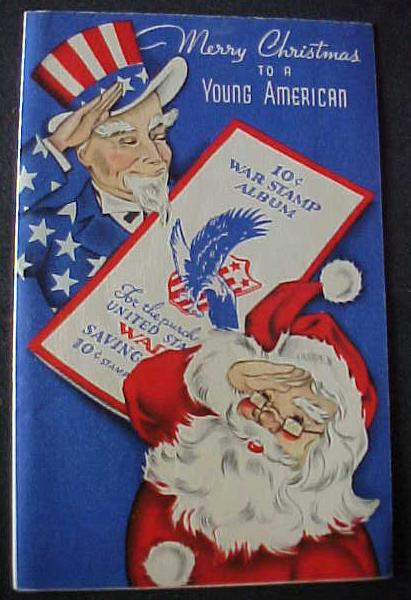
Открытка времён Второй мировой войны (около 1943)
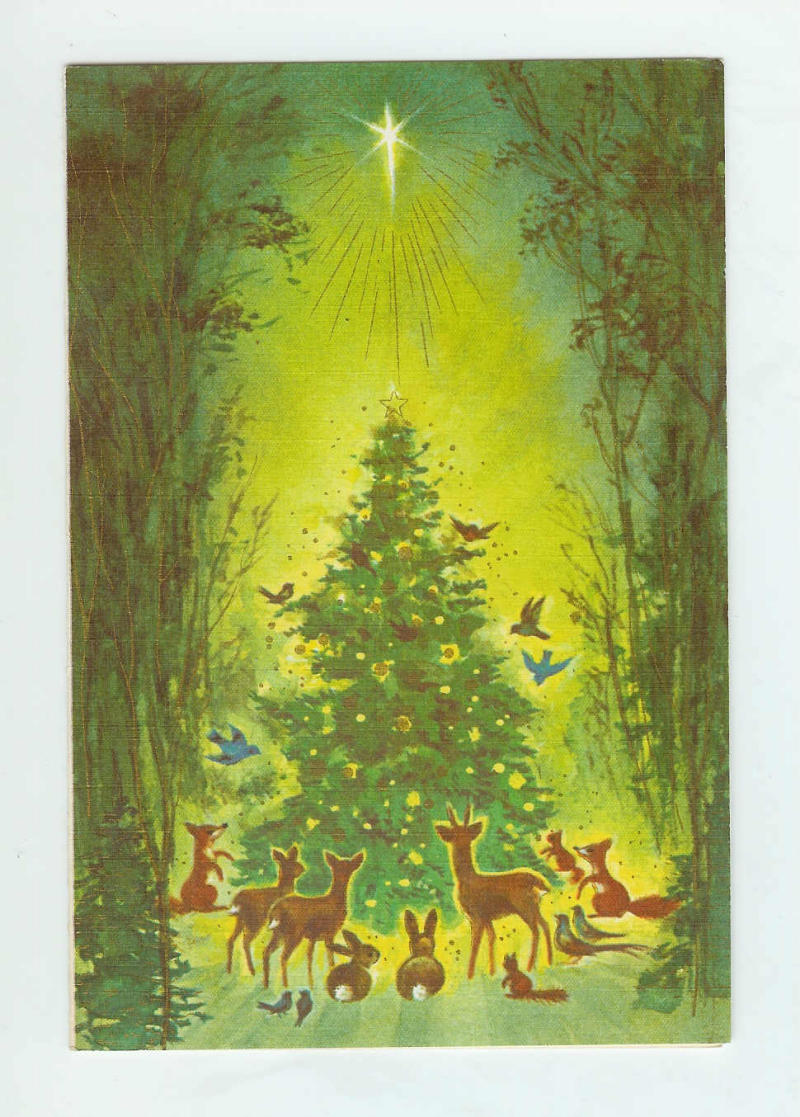
Открытка компании Rust Craft (около 1950)